# 仲虺
仲虺（？—？），又叫莱朱，是商汤时期的著名大臣。他与伊尹并为商湯左、右相，辅佐商汤完成大业。《左传·定公元年》记载：「薛之皇祖奚仲居薛，以为夏车正，奚仲迁于邳。仲虺居薛，以为汤左相」。可知仲虺为奚仲之后，商汤之左相，居于薛。薛，在今山东省滕县南四十里。身为商汤的“左相”，仲虺在商代初年的政治當中居于重要地位。《尚书·序》中曾经提到「仲虺作诰」。仲虺作誥，在誥書中首次提出天子失德失天命之哲學思想，乃世界各文化中所獨有，並為中國後世改朝換代，提出合於天命之道德準則。仲虺在政治上有一套自己的见解，《左传·襄公三十年》记载仲虺的治国之道曰：“乱者取之，亡者侮之，推亡固存，国之利也。”这里讲的“国之利”，即《左传·宣公十二年》仲虺所云：“取乱、侮亡、兼弱也”。